# P. P. Arnold
Pat Arnold, född Patricia Ann Cole, den 3 oktober 1946 i Los Angeles, Kalifornien, som kallas P. P. Arnold, är en amerikansk soulsångerska som haft stor framgång i Storbritannien sedan 1960-talet.
Hennes första band var The Blue Jays med bl.a. sångaren Ronnie Jones. De följdes av The Nice, under ledning av Keith Emerson. Under denna period turnerade hon med Jimi Hendrix, The Who, The Kinks, Blind Faith, David Bowie m.fl.. Hon fick flera skivframgångar bl.a. med "Angel of the Morning", med en coverversion av "The First Cut Is the Deepest" och med "(If You Think You're) Groovy" av Steve Marriott och Ronnie Lane. På den senare ackompanjerades hon av The Small Faces, varför inspelningen även finns på skivor med denna grupp.

## Diskografi (urval)
Studioalbum, solo
- 1966 – The First Lady of Immediate
- 1968 – Kafunta
- 2007 – Five In The Afternoon (med Dr. Robert)
- 2017 – The Turning Tide

Singlar, solo
- 1967 – "The First Cut Is The Deepest"
- 1967 – "(If You Think You're) Groovy"
- 1967 – "Everything's Gonna Be Alright"
- 1967 – "The Time Has Come"
- 1968 – "Angel Of The Morning"
- 1969 – "Bury Me Down By The River"
- 1969 – "God Only Knows"
- 1970 – "A Likely Piece Of Work"
- 1985 – "A Little Pain"
- 1998 – "Different Drum"
- 2013 – "Beautiful Song"
- 2017 – "Everything's Gonna Be Alright"